# Bradley Gregg
Bradley Gregg (* 8. November 1966 in Hollywood, Kalifornien) ist ein US-amerikanischer Schauspieler.

## Leben und Karriere
Bradley Gregg stand seit Mitte der 1980er-Jahre für über 40 Film- und Fernsehproduktionen vor der Kamera. Bekannt wurde er 1986 durch den Film Stand by Me – Das Geheimnis eines Sommers, in dem er eine Nebenrolle als jugendliches Bandenmitglied und älterer Bruder von River Phoenix’ Figur spielte. Im folgenden Jahr fiel er in der Rolle des Puppenmachers Philip in Nightmare III Freddy Krueger zum Opfer. Nach Explorers – Ein phantastisches Abenteuer und Stand By Me stand er 1989 bei Indiana Jones und der letzte Kreuzzug ein drittes Mal mit River Phoenix vor der Kamera. Während die beiden sich in diesem Film einen Kampf liefern, waren sie im echten Leben eng befreundet. Eine seiner wenigen Kino-Hauptrollen hatte er 1990 als Highschool-Schüler in dem B-Movie-Thriller Die Klasse von 1999. 1993 übernahm er im Science-Fiction-Film Feuer im Himmel eine größere Rolle, ein Jahr später spielte er mit Leonardo DiCaprio im Kurzfilm The Foot Shooting Party.
Der Schauspieler ist seit 1990 mit Dawn A. Gregg verheiratet, das Paar hat fünf Kinder. Da Gregg sich mehr um seine Ehefrau und Kinder kümmern sowie sich dem christlichen Glauben widmen wollte, zog er sich gegen Ende der 1990er-Jahre aus Hollywood zurück. Die nächsten 15 Jahre lebte er mit seiner Familie in Arizona, wo er sich für den christlichen Glauben engagierte und auch seine eigene Filmproduktionsfirma Eventide Fields gründete. In Funktionen als Produzent, Autor und Regisseur war er unter anderem an den Dokumentarfilmen 14 Days in America und Journey to Jemima beteiligt. Anfang der 2010er-Jahre ist die Familie wieder nach Los Angeles zurückgekehrt, wo er seitdem Rollen in mehreren weniger beachteten Filmproduktionen übernahm.

## Filmografie (Auswahl)
- 1984: It’s Your Move (Fernsehserie, Folge 1x02)
- 1985: Explorers – Ein phantastisches Abenteuer (Explorers)
- 1986: Unbekannte Dimensionen (The Twilight Zone, Fernsehserie, Folge 1x19)
- 1986: Unser lautes Heim (Growing Pains, Fernsehserie, Folge 1x20)
- 1986: Stand by Me – Das Geheimnis eines Sommers (Stand by Me)
- 1986–1987: Silver Spoons (Fernsehserie, 5 Folgen)
- 1987: Nightmare III – Freddy Krueger lebt (A Nightmare on Elm Street 3: Dream Warriors)
- 1987: 21 Jump Street – Tatort Klassenzimmer (21 Jump Street, Fernsehserie, Folge 1x12)
- 1987–1989: Ein Vater zuviel (My Two Dads, Fernsehserie, 4 Folgen)
- 1989: Der Ruf des Adlers (Lonesome Dove, Miniserie, 2 Folgen)
- 1989: Indiana Jones und der letzte Kreuzzug (Indiana Jones and the Last Crusade)
- 1990: The Marshall Chronicles (Fernsehserie, 6 Folgen)
- 1990: Die Klasse von 1999 (Class of 1999)
- 1991: König der Fischer (The Fisher King)
- 1991: Eye of the Storm
- 1993: Feuer am Himmel (Fire in the Sky)
- 1994: The Foot Shooting Party (Kurzfilm)
- 1997: George B.
- 1997: Freeze – Alptraum Nachtwache (Night Watch)
- 2000: Emergency Room – Die Notaufnahme (ER, Fernsehserie, Folge 6x18)
- 2002: Whiplash
- 2016: Boonville Redemption
- 2018: Der Lindenbaum (Kurzfilm)
- 2019: Welcome to Acapulco
- 2021: Redemption Day